# 코치시 졸탄
코치시 졸탄(헝가리어: Kocsis Zoltán [ˈˈkot͡ʃiʃ ˈzoltaːn], 1952년 5월 30일 ~ 2016년 11월 6일)은 헝가리 태생의 피아니스트이자 지휘자이다.

## 발자취
3세에 피아노를 연주하기 시작하였다. 1956년 케르테스 스트리트 초등학교에서 심레차니 마그다에게 솔페지오 교육을 받고, 1963년 버르토크 음악원에 입학하여 퓔레프 터마시와 배웠다. 1966년 수거르 레죄와 쇼프로니 요제프의 작곡 수업도 받았다. 1968년 리스트 음악원으로 진학하여 러도시 페렌츠에게 피아노를, 커도셔 팔, 쿠르타그 죄르지에게 작곡을 사사하고 19세에 학위를 취득하였다. 18세에 헝가리 방송 주관 베토벤 경연대회에서 우승하고, 1971년 레헬 죄르지의 지휘로 헝가리 방송 교향악단과 미국 순회공연을 하였다. 1975년 일본에서 도야마 유조의 지휘로 NHK 교향악단과 협연하였다. 잘츠부르크, 에든버러, 프라하 등 세계 곳곳의 여름 음악제에 참여하였다. 25세에 헝가리 정부로부터 코슈트 상을 수상하였다. 1976년 프란츠 리스트 음악원에서 강사가 되었다. 1970년대 시몬 얼베르트가 창설한 신음악 스튜디오에 소속되어 자작품이 공연되었다.
1981년 음악학자 솜파이 라슬로와 공동 편집한 버르토크의 자작자연 레코드 및 피아노 롤 녹음 레코드 세트가 100주년 기념 행사의 일환으로 훙가로톤에서 발매되었다. 훙가로톤과 아르모니아 문디, 데논에서 산발적으로 시작한 녹음 경력은 1980년 필립스 클래식스와 독점 계약을 맺어 버르토크 피아노 전곡 음반이 출시되고 추후 데카로 편입되었다. 1983년 피셰르 이반과 함께 부다페스트 축제 관현악단을 창단하였다. 그들과 함께 녹음한 버르토크 피아노 협주곡집 음반은 에디슨 상을 수상하였다.
1987년부터 창작 활동은 본격적으로 시작되어 버르토크의 관현악용 피아노 총보 몇 곡을 관현악곡으로 편곡하였고, 케이지풍의 교향시 《체르노빌 '86》은 세계적인 찬사를 받았다. 자국에서 수년 간 스승 쿠르타그와의 유대 관계가 지속되어 그의 작품을 다수 초연하였다. 1988년 베를린 축제에서 외트뵈시 페테르의 지휘로 앙상블 모데른이 초연한 쿠르타그 작품 《...quasi una fantasia...》공연에 협연자로서 동참하였다. 2010년 쇤베르크의 오페라 《모세와 아론》 3막의 연주용 판을 완성하였다. 1997년 헝가리 국립 필하모니 관현악단 음악감독이 되어 2003년 18년 만에 미국 각지로 순회공연을 재개하였다. 1990년 드뷔시 녹음 《영상》은 그라모폰 상을 수상하였다. 2004년 1월 칸 음반 및 음악 출판 국제 시장에서 평생업적 상이 수여되었다. 2002년 프랑스 문화장관이 수여하는 예술문예훈장 기사 작위를 받았다. 2005년에 다시 코슈트 상을 수상하였다. 2011년 시대별 음악 양식에 따라 47개의 변주곡으로 작곡한 크리스마스 캐럴 《Little Christmas, Big Christmas》의 공연 실황을 배경으로 한 어린이용 영화 DVD가 제작되었다. 2012년 6월 도쿄 교향악단을 객원 지휘하면서 협연도 하였다. 2014년 수원화성국제음악제에서 헝가리 국립 필하모니 관현악단을 대동하여 내한 공연을 하였다.
어릴 적 류머티즘열을 앓던 일을 계기로 1990년 이래 매년 그의 생일에 개최되는 자선 공연의 수익금을 '국제 아동 안전 서비스'에 전달하고 있었다. 음악 칼럼니스트 모습도 있어 정기 간행물 '모즈고 빌라그'에서는 1982 ~ 1983년 사이에 편집자였으며 '홀미'에서도 기고하였다.

## 평가
이전 세대의 통찰력과 경험을 전하는 열망이 있었다. 버르토크 작품의 기존 해석이 몰개성적 반복 리듬에 전통적으로 투영된 야만성이 너무 극단적이고 기계적이라는 확신을 주었다면, 코치시는 버르토크가 행한대로 보다 유연하고 민감한 접근 방식을 선호하였다. 그의 공연에서 두드러진 특징은 선명한 음색이었는데, 감정이 고조되는 경과구에서도 일관되게 감각적이었고, 확실하게 선율선으로 도입한 음형은 질적 향상으로 더욱 살아났다. 헝가리 작곡가 버르토크와 쿠르타그 작품에서만 일류 피아노 해석가인 것이 아니라 드뷔시와 라흐마니노프에서도 뛰어난 연주가로 인정받는다. 문화 업무를 총괄하는 헝가리 인적 자원부는 작곡가와 편곡자로서 그의 죽음은 헝가리 문화와 현대 음악사에 대한 회복할 수 없는 손실이라고 애도하였다. 피셰르 이반은 자신의 페이스북에서 그는 희귀한 천재 가운데 한 명으로 인식되는 음악계 거인이었으며 그가 전 세대에 미친 영향은 헤아릴 수 없다고 하였다. 쿠르타그 죄르지는 그의 장례식에서 우리가 간과하였던 버르토크 음악은 이제 공공 자산이 되었고 당신의 손에서 보석이 되었다고 조의를 표하였다.

## 주요 작품

### 작곡
- 실내 앙상블을 위한 《33. December》 (1983)
- 관현악을 위한 Memento 《Tchernobil '86》
- 현악 앙상블을 위한 《Première》 (1980)
- 피아노(하프시코드)를 위한 《The Last But One Encounter》 (1981)
- 라이브 음악과 음악 테이프를 위한 《Nest》 (1975-76)
- 오페라 《Knocks》, 《The Dinner》, 《Exhibition》 (1984-85)

### 편곡
- 모차르트 - 론도 E flat 장조 KV 371
- 버르토크 - 2개의 그림 (1978)
- 베를리오즈 - 로미오와 줄리엣 (1981)
- 쇼팽 - 마주르가 Op. 30 No. 3
- 드뷔시 - 렌토보다 느리게 (1993)
- 드뷔시 - 작은 모음곡 (1989)
- 드뷔시 - 3개의 야상곡 中 세이렌들 (1980)
- 드뷔시 - 잊힌 작은 노래 L. 60
- 드뷔시 - 미출판 영상 L. 87
- 드뷔시 - 낭만적인 왈츠 (2017)
- 라흐마니노프 - 보칼리제 (1983)
- 라흐마니노프 - 전주곡 Op. 32 No. 5
- 라벨 - 라 발스 (1991)
- 라벨 - 쿠프랭의 무덤
- 차이콥스키 - 호두까기 인형 中 꽃의 왈츠 (1986)
- 리스트 - 괴테 기념제의 축제 행진곡
- 리스트 - 잊힌 왈츠 2번, 3번
- 리스트 - 순례의 해 1권 中 오베르만 계곡
- 리스트 - 아베마리아 (로마의 종)
- 리스트 - 화려한 마주르카
- 바그너 - 뉘른베르크의 마이스터징어 中 전주곡 (1981)
- 바그너 - 발퀴레 中 불점 (1988)
- 바그너 - 파르지팔 中 꽃의 소녀 장면과 피날레 (1983)
- 바그너 - 트리스탄과 이졸데 中 전주곡 (1978)
- 코다이 - 헝가리 민속 음악 (2004)

## 어록
| “ | 나의 모든 예술 철학, 나의 미적 가치와 윤리적 규범은 그 의미에 따라 공연장을 주목하는 것에 항의한다. | ” |

## 사생활

### 가족
1986년 피아니스트 허우세르 어드리에네와 결혼하였으나 이혼 후 피아니스트 에리카 토트와 결혼하여, 그들 사이에 피아니스트 아들 크리스티안, 딸 빅토리아가 있고 첫 번째 결혼으로 아들 마르크, 딸 리타가 있다.

### 부고
2012년 심장 수술을 받았다. 2016년 암이 전이되어 사망하였다고 해당 악단 측이 일요일 오후에 발표하였다. 장례는 그 해 11월 19일 리스트 음악원에서 국장을 치르고 파르카스레티 묘지에 안장되었다.

## 관련 서적
- 음악, 음악, 음악 - 시몬 에리카, 코치시 졸탄 저(著) (2011)[3]
- 파티에서 코치시 졸탄 - 파이 미클로시 저 (2004)[4]
- 코치시 졸탄 마지막 대화 - 유하스 엘뢰드 저 (2017)[5]

## 참고 문헌
- 뉴욕 타임스 - Zoltan Kocsis, Pianist and Conductor, Dies at 64, Music: Up With the Best
- 빌보드 - Zoltan Kocsis, Hungarian Pianist and Conductor, Dies at 64
- 올뮤직 - Artist Biography by Uncle Dave Lewis
- 가디언 - Zoltán Kocsis obituary
- UNIVERSAL MUSIC ITALIA - ZOLTAN KOCSIS
- kultura.hu - Zoltán Kocsis Composes Third Act for Moses and Aaron
- operafesztival.hu - Zoltán Kocsis
- Editio Musica Budapest
- http://www.filharmonikusok.hu/ 보관됨 2016-10-21 - 웨이백 머신 - A hangszerelés művészete – A Nemzeti Filharmonikus Zenekar koncertje